# Zelfconfrontatiemethode
De zelfkonfrontatiemethode (ZKM), ook wel geschreven als zelfconfrontatiemethode, en ook bekend als zelfkennismethode, is een vorm van persoonlijkheidsonderzoek gebaseerd op de narratieve psychologie. In deze methode wordt de persoon uitgenodigd om in de vorm van het vertellen van verhalen over te gaan tot het doen van een zelfonderzoek.

Deze methode werd eind 20ste eeuw ontworpen door de Nijmeegse hoogleraar persoonlijkheidsleer Hubert Hermans en verder ontwikkeld in samenwerking met de psychotherapeute Els Hermans-Jansen. Deze methode kan worden toegepast voor zelfreflectie bij zingevings-, studie-, beroepskeuze- en loopbaanvragen.

## Overzicht
Het centrale aandachtspunt in de methode is, zoals in psychotherapie gebruikelijk, de wijze waarop de persoon zijn of haar verleden, heden en toekomst "waardeert". Kenmerkend voor de theorie achter de ZKM is dat ervaringen en de waardering ervan zich afspelen op twee niveaus:
- een manifest, en
- een latent niveau.

Op het manifeste niveau bevindt zich een brede reeks van waarderingen die verwijzen naar verleden, heden en toekomst van de persoon. In de praktijk blijkt dat mensen meestal een aantal tussen de 20 en 50 waarderingen kunnen formuleren, afhankelijk van de vragen die gesteld worden en de diepgang van het onderzoek.
Op het latente niveau wordt de werking verondersteld van twee grondmotieven:
- het streven naar zelfbevestiging (Z-motief), en
- het verlangen naar verbondenheid met iets of iemand anders (A-motief).

De kern van de theorie achter de ZKM is dat deze grondmotieven tot uitdrukking komen in de affectieve component van de verschillende waarderingen. Dit wordt concreet onderzocht door de zelfonderzoeker uit te nodigen om bij elke waardering aan te geven welke gevoelens daarbij een rol spelen.
Zoals uit onderzoek blijkt zijn er gevoelens die specifiek wijzen op de aanwezigheid van het Z-motief (bijvoorbeeld eigenwaarde en trots) en andere gevoelens die specifiek zijn voor het A-motief (bijvoorbeeld liefde en tederheid). Afhankelijk van het overwicht van een van beide soorten gevoelens, bij een bepaalde waardering, is deze een expressie van het Z-motief, het A-motief of van een combinatie van de twee.
De methode is zo geconstrueerd dat op systematische wijze onderzocht wordt in hoeverre de verschillende gevoelens aanwezig zijn bij de verschillende waarderingen. Door deze gegevens grondig met de cliënt te bespreken, krijgt deze inzicht in welke delen van het waarderingssysteem de grondmotieven tot vervulling komen, in welke ze geblokkeerd worden. Op deze wijze wordt nagegaan welke factoren bepalend zijn voor iemands welbevinden.

## Theoretische achtergrond
De methode vindt haar grondslag in de gedachte, centraal zowel in de Europese fenomenologie als in de hedendaagse narratieve psychologie, dat de persoon gelokaliseerd is in tijd en ruimte.

### Locatie in tijd en ruimte
De consequentie van dit uitgangspunt is dat het in de ZKM niet gaat om een zelf-concept of om zelf-eigenschappen (bijvoorbeeld “Ik ben extravert”) die de pretentie hebben geldig te zijn over meerdere situaties heen, maar om in ruimte en tijd gelokaliseerde gebeurtenissen waarover een verhaal verteld kan worden waarin deze lokalisering expliciet tot uitdrukking komt ("Ik was daar op dat moment en er gebeurde iets"). Vanuit een specifieke positie in tijd en ruimte waardeert de persoon de gebeurtenissen in zijn of haar verleden, heden en toekomst (dat wil zeggen verwachte gebeurtenissen) en brengt deze waarderingen tezamen in een daad van zelfreflectie. Vanuit een specifieke positie in tijd en ruimte waardeert de persoon zijn of haar verleden, heden en toekomst en omgeving en brengt deze waarderingen tezamen in een daad van zelfreflectie. De indeling in een Z(elfbevestigings)-motief en een verbondenheidsstreven (A-motief), die mede object zijn van deze zelfreflectie, vindt men onder vele varianten terug bij oudere auteurs zoals onder meer bij Joseph Nuttin.
In termen van de Franse filosoof Maurice Merleau-Ponty, ontwerpt de persoon een intentionele boog ("l’arc intentionnel") over de verschillende waarderingen in tijd en ruimte zodat er een overzicht ontstaat dat leidt tot de ontdekking van onverwachte samenhangen tussen deze waarderingen en de invloed van fundamentele narratieve thema’s die daarin doorspelen. Dergelijke thema’s kunnen betrekking hebben op zulke uiteenlopende zaken als: de oorsprong van de angst om zichzelf te profileren, de basis van een grenzeloze ambitie of de “rode draad” die zich uit in de permanente neiging zichzelf te zien als willoos product van opvoeding of omstandigheden.

### Verloop van een zelfonderzoek
Aan het begin van een zelfconfrontatiesessie vertelt de cliënt over gebeurtenissen en situaties uit zijn vroegere en huidige leven. Vervolgens vraagt de consultant hem wat hij precies voelt als hij hierover praat. Uit de antwoorden van de cliënt blijkt nogal eens dat verschillende gebeurtenissen of situaties bij hem min of meer dezelfde gevoelens oproepen, iets waarvan hij zich tot dan toe doorgaans niet bewust was. Samen met de consultant gaat hij dan na welke diepere angst of drijfveer aan die overheersende gevoelens ten grondslag ligt, en daarna wordt in onderling overleg een plan opgesteld om bijvoorbeeld zo'n diepere angst te lijf te gaan. Na enige tijd bespreekt de cliënt zijn ervaringen met de consultant, waarna het plan eventueel aangepast of verder ontwikkeld kan worden.

## Toepassingsvelden
De ZKM wordt toegepast zowel in wetenschappelijk onderzoek als in de praktijk. Tot dusver (2021) zijn ongeveer 30 dissertaties verdedigd waarin de ZKM een centrale rol speelt. Verder zijn er themanummers verschenen waarin de ZKM onderzocht wordt op het raakvlak van wetenschap en praktijk
In de praktijk wordt de methode toegepast in drie velden: arbeid, onderwijs en psychotherapie.
- In het veld van arbeid heeft de methode geleid tot toepassingen in organisaties[10][11] in teams[12].
- Op het gebied van onderwijs en opvoeding zijn er varianten ontwikkeld die toegepast worden bij kinderen[13] en jongeren[14] en bij docenten[15].
- In het veld van de psychotherapie is de methode toegepast bij individuele cliënten met uiteenlopende klachten[2][16] en bij blinden en slechtzienden[17].

Ook is de ZKM toegepast bij individuen en paren met problemen of conflicten rond geld.
In Vlaanderen werd de zelfconfrontatiemethode eind 20e eeuw ook toegepast in een "beslissingsrooster" voor leerlingen eind secundair onderwijs die een keuze naar het hoger onderwijs moeten maken.

## Opleiding en beroepsvereniging
Er bestaan in Nederland twee opleidingen, een in de zelfkonfrontatiemethode, en een in de daarvan afgeleide zelfkennismethode. De in de zelfconfrontatie- of zelfkennismethode opgeleide beroepsbeoefenaren zijn verenigd in een beroepsvereniging: de "ZKM Vereniging". De twee opleidingen zijn erkend door de beroepsvereniging en hanteren dezelfde eindcriteria.